# Metsanurga (Saue)
Metsanurga is een plaats in de Estlandse gemeente Saue vald, provincie Harjumaa. De plaats heeft de status van dorp (Estisch: küla).
Tot in oktober 2017 hoorde Metsanurga bij de gemeente Kernu. In die maand werd Kernu bij de gemeente Saue vald gevoegd.

## Bevolking
Het dorp had 32 inwoners op 31 december 2011 en 38 inwoners op 31 december 2021.